# Dekanat Wieruszów
Dekanat Wieruszów – jeden z 33 dekanatów w rzymskokatolickiej diecezji kaliskiej. Składa się z 10 parafii.

## Lista parafii
| Lp | Miejscowość / parafia                                            | Proboszcz / administrator  | Kościół                                                            | Zdjęcie |
| -- | ---------------------------------------------------------------- | -------------------------- | ------------------------------------------------------------------ | ------- |
| 1  | Cieszęcin Parafia św. Wojciecha                                  | o. Tadeusz Hojka SSCC      | Kościół św. Wojciecha w Cieszęcinie                                |         |
| 2  | Czastary Parafia Narodzenia Najświętszej Maryi Panny             | ks. Marek Olszewski        | Kościół Narodzenia Najświętszej Maryi Panny w Czastarach           |         |
| 3  | Galewice Parafia Najświętszego Serca Pana Jezusa                 | ks. Roman Durczyński       | Kościół Najświętszego Serca Pana Jezusa w Galewicach               |         |
| 4  | Parcice Parafia Podwyższenia Krzyża Świętego                     | ks. Krzysztof Wojtynia     | Kościół Podwyższenia Krzyża Świętego w Parcicach                   |         |
| 5  | Stary Ochędzyn Parafia św. Anny                                  | ks. Bogdan Tyc             | Kościół św. Anny w Starym Ochędzynie                               |         |
| 6  | Węglewice Parafia Świętej Trójcy i św. Józefa                    | ks. kan. Ryszard Regulski  | Kościół Świętej Trójcy i św. Józefa w Węglewicach                  |         |
| 7  | Wieruszów-Podzamcze Parafia Nawiedzenia Najświętszej Maryi Panny | ks. kan. Karol Galewski    | Kościół Nawiedzenia Najświętszej Maryi Panny w Wieruszowie         |         |
| 8  | Wieruszów Parafia św. Stanisława i Matki Bożej Częstochowskiej   | ks. Łukasz Przybyła        | Kościół św. Stanisława i Matki Bożej Częstochowskiej w Wieruszowie |         |
| 9  | Wieruszów Parafia Zesłania Ducha Świętego                        | o. Piotr Piechocki OSPPE   | Kościół Zesłania Ducha Świętego w Wieruszowie (Klasztor Paulinów)  |         |
| 10 | Wyszanów Parafia św. Michała Archanioła                          | ks. kan. Marian Kasprzycki | Kościół św. Michała Archanioła w Wyszanowie                        |         |

## Sąsiednie dekanaty
Bolesławiec, Grabów, Kępno, Lututów, Mokrsko (archidiec. częstochowska), Ostrzeszów, Trzcinica